# Réserve naturelle Peipsiveere
 La réserve naturelle de Peipsiveere (en estonien : Peipsiveere looduskaitseala) est une réserve naturelle du comté de Tartu, en Estonie, située autour de l'estuaire de la rivière Emajõgi, sur la côte sud-ouest du lac Peipous. 
La réserve naturelle de Peipsiveere a été créée en 2013 en combinant les zones protégées de Piirissaare, Emajõe et Emajõe-Suursoo. Sa superficie est de 346 km2. 